# Antonio Cariolo
Antonio Cariolo (Messina, 26 luglio 1964) è un mafioso e collaboratore di giustizia italiano.

## Biografia
Come da lui dichiarato durante il "Processo Dell'Utri", comincia sin da ragazzo ad avere a che fare con ambienti legati alla mafia, frequentando i nipoti di Nitto Santapaola che stavano spesso a Messina: Pietro ed Enzo Santapaola, iniziando con essi a delinquere.
Nel 1983 Antonio Cariolo fece parte insieme a Michele Mascali del gruppo di fuoco responsabile dell'uccisione, nei pressi del rione Camaro, del boss messinese Giuseppe Badessa (inteso mommiceddu). Secondo le prime rivelazioni dello stesso Antonino Cariolo, Badessa stava ostruendo alcuni affari di cosa nostra a Messina. Successivamente, ancora una volta tramite le dichiarazioni di Antonio Cariolo, si scoprì che il mandante era stato un altro boss messinese, Domenico Cavò, che aveva dei conti in sospeso con Giuseppe Badessa, legati ad alcuni fatti di sangue, ma non poteva agire contro di esso tramite i suoi affiliati, poiché era in corso una pax mafiosa tra i clan della città; di conseguenza egli chiese a dei contatti palermitani e bagheresi a cui aveva fatto dei favori in precedenza, in particolare Leonardo Greco (boss di Bagheria), di sdebitarsi agendo loro contro il Badessa. A loro volta essi contattarono il numero uno di cosa nostra catanese, Benedetto Santapaola, affinché ordinasse ai suoi affiliati il delitto, da qui l'incarico arrivò probabilmente al catanese Aldo Ercolano ed al messinese Franco Romeo (intimo di Luigi Sparacio e cognato di Santapaola), che incaricò Cariolo. In ultima analisi Cariolo dichiara che l'omicidio fu compiuto con una pistola calibro 7,65 di cui però non ha voluto dire il proprietario.
Negli anni 90 Antonio Cariolo era molto vicino al numero uno della mafia messinese di quei tempi: Luigi Sparacio, a cui fece anche da accompagnatore insieme ad Antonino Villari (cugino di Sparacio) a Catania, per un incontro con Aldo Ercolano. In quell'occasione Sparacio disse al Cariolo Antonino di tenere gli occhi aperti, in quanto correva voce che alcuni clan catanesi volessero muovere guerra contro Luigi Sparacio ed il suo clan.
Durante il suo pentimento fece diverse dichiarazioni sui ruoli di alcuni mafiosi di rilievo che erano stati coinvolti nel processo contro l'onorevole Dell'Utri, come Pino Chiofalo (boss del clan dei barcellonesi) e Cosimo Cirfeta (esponente criminale della provincia di Lecce).
Ha fatto anche dichiarazioni sul "patriarca" di Villafranca Tirrena Santo Sfameni e sulla sua copertura della latitanza di Carlo Greco (braccio destro di Pietro Aglieri).